# جسترو (کالیفرنیا)
جسترو (به انگلیسی: Jastro) یک منطقهٔ مسکونی در ایالات متحده آمریکا است که در شهرستان کرن، کالیفرنیا واقع شده‌است. جسترو ۱۲۱ متر بالاتر از سطح دریا واقع شده‌است.